# 麥大成
麥大成（1953年3月6日—1982年4月26日），香港已故演員，真名麥方宇，是越南華僑，無綫電視第五期藝員訓練班畢業，70年代中至1980年代初為無綫電視藝員。
1982年，麥大成因買中了六合彩在4月26日与妻子陳美儀、兒子麥振宇及其岳父一家搭乘中國民航3303號班機前往桂林旅遊，遇上中國民航史上的「四二六」空難，飛機飛行至恭城縣附近時撞山墜毀，包括麥氏一個家族在內的所有人員全部罹難。他是香港娛樂圈目前唯一一位不幸死於空難的著名藝人，享年29歲。
麥大成去世後，其兄麥皓為才加入無綫電視成為藝員，1994年移居新加坡後曾任新加坡國家博物院华文义工导览讲解员。

## 電視劇（無綫電視）
- 1976年 《C.I.D.》
- 1976年 《近代豪俠傳之大刀王五》 飾 腳夫
- 1976年 《近代豪俠傳之林世榮》 飾 黃老闆
- 1976年 《近代豪俠傳之燕子李七》 飾 劉權
- 1976年 《北斗星》
- 1976年 《民間傳奇之魯班師傅》 飾 成哥
- 1977年 《民間傳奇之金玉奴》 飾 住客
- 1977年 《民間傳奇之江山美人》 飾 侍衛甲
- 1978年 《倚天屠龍記》 飾 肥廚師
- 1978年 《小李飛刀之魔劍俠情》 飾 胡不歸
- 1978年 《父子樂》
- 1978年 《孤家寡人》
- 1978年 《幻海奇情之回歸》 飾 警員（單元男主角）
- 1978年 《幻海奇情之房客》 飾 阿成（單元男主角）
- 1979年 《貼錯門神》 飾 阿寬
- 1979年 《四眼神探》
- 1980年 《親情》 飾 朱通
- 1980年 《上海灘續集》 飾 名流
- 1981年 《流氓皇帝》 飾 黃大班
- 1981年 《迷離世界之菲林幽魂》
- 1981年 《他的一生》 飾 莫經理
- 1981年 《老虎甩鬚》
- 1981年 《封神榜》 飾 申公豹
- 1981年 《英雄出少年》 飾 少林戒嗔大師
- 1982年 《將軍抽車》
- 1982年 《星塵》 飾 售票員

## 電影
資料來源：
- 白馬黑七 (1977)
- 黑幕 (1978)
- 著錯草鞋走錯路 (1979)
- 出貓 (1979)
- 懵仔傻妹妙偵探 (1979)
- 戇居仔與牛咁眼 (1979)
- 打籐 (1979)
- 隻手遮天 (1980)
- 打雀英雄傳 (1981)
- 狼來了 (1982)

## 唱片
| 專輯名稱         | 年份   | 發行公司                 | 類型     | 曲目 |
| ---------------- | ------ | ------------------------ | -------- | --- |
| 《快樂的野火會》 | 1979年 | 基奧唱片（香港）有限公司 | 粵語大碟 | 曲目 A 第一面 1. 快樂的野火會 2. 今天我滿懷寂寞 3. 明星夢 4. 相思意 5. 醉眼看世界 6. 家變 B 第二面 1. 猜枚 2. 無限前程 3. 財神到 4. 與你同行 5. 快快快 6. 魔劍俠情 |

## 軼事
由於麥大成名字與香港浸會大學音樂系教授、藝術歌曲演唱家、難為正邪定分界（無綫電視劇《飛越十八層》主題曲）其中一位原唱者麥志成部分相似，因此有部分知名藝人及網民將麥志成教授錯誤記憶為麥大成。麥志成老師亦已因病逝世多年。（但晚於麥大成）